# 1634

## أحداث
- تأسيس مدينة غرين باي وتقع حاليا في الولايات المتحدة.
- تأسيس مدينة ويلمستاد وتقع حاليا في كوراساو.

## مواليد
- أحمد البياضي
- مصطفى بن فتح الله الحموي

## وفيات
- ألبرشت فون فالنشتاين
- أوبيتشيني تومازو دي نوفارا